# ウィリアム・ヘンリー・ホワイト

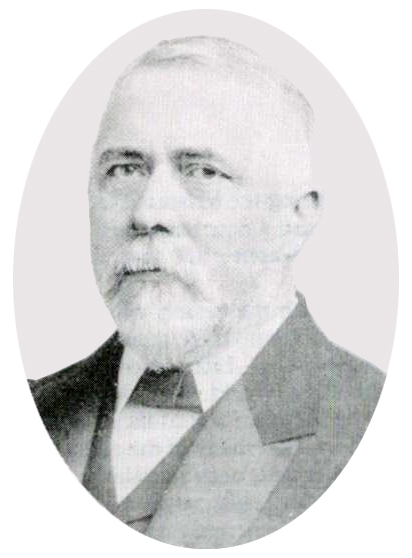
ウィリアム・ヘンリー・ホワイト

ウィリアム・ヘンリー・ホワイト（Sir William Henry White 、1845年2月2日 - 1913年2月27日）はイギリスの軍艦設計技師である。

## 人物
イギリス海軍の主任造艦設計者ナサニエル・バーナビーの下で次席を務めた。一時海軍を辞してアームストロング（後のアームストロング・ホイットワース）に入社し軍艦設計部長となり、多くの著名な軍艦、特に巡洋艦を設計した。ナサニエル・バーナビー退職に伴い1886年海軍に戻り設計主任官となり、ロイヤル・サブリン級戦艦、マジェスティック級戦艦等戦艦、巡洋艦など多くの軍艦を設計し、1902年に退官した。1911年ジョン・フリッツ・メダル受賞。
1913年、死去。